# Truth: Live in St. Petersburg
Truth: Live in St. Petersburg, oppure t.A.T.u. Truth, è una pubblicazione ufficiale in versione DVD delle t.A.T.u. che mostra l'esibizione del 2006 avvenuta a San Pietroburgo.

## Descrizione
Si tratta della prima pubblicazione delle t.A.T.u. da quando hanno lasciato la Universal Music. Il DVD sarebbe dovuto uscire nel 2006; tuttavia, una volta che il gruppo si divise dalla Universal, si annunciò che l'opera sarebbe stata pubblicata solo in Giappone. Dopo ulteriori questioni legali con la Universal, il DVD fu pubblicato il 12 settembre 2007, divenendo acquistabile su Amazon.co.jp.
Le canzoni Cosmos (Outer Space), Novaja model', Čto ne chvataet e 30 minut, che facevano parte della scaletta originale eseguita durante il concerto, furono alla fine tagliate fuori dal DVD. 

### Album dal vivo
Il 20 gennaio 2020, sulle principali piattaforme streaming musicali è stato pubblicato l'album live Truth: Live in St. Petersburg con all'interno i brani eseguiti al concerto, anche quelli che erano stati rimossi dall'edizione in DVD, ora inclusi in questa nuova pubblicazione. Ciononostante, l'album è stato in seguito rimosso dalle piattaforme online e attualmente non può essere riprodotto in streaming.

## Tracce
1. Show Intro
2. Ljudi invalidy
3. All About Us
4. Loves Me Not
5. Sacrifice
6. Nič'ja
7. Friend or Foe
8. Obez'janka nol'
9. Gomenasai
10. Show Me Love
11. How Soon Is Now?
12. Nas ne dogonjat
13. Ne ver', ne bojsja
14. Ja sošla s uma

- Tra le varie canzoni sono presenti interviste e clip delle ragazze che si preparano per l'esibizione. È inoltre mostrato qualche spezzone di t.A.T.u. Expedition, tra cui clip inediti.
- La versione di Loves Me Not eseguita al concerto è quella di Ljudi invalidy e non quella di Dangerous and Moving.

## Formazione
- t.A.T.u.
  - Lena Katina e Julia Volkova – voci

Membri della band
- Sven Martin – tastiera, direzione musicale
- Troy MacCubbin – chitarra
- Steve Wilson – batteria
- Domen Vajevec – basso